# Джаны-Айыл (Сузакский район)
Джаны-Айыл (кирг. Жаңы-Айыл) — село в Сузакском районе Джалал-Абадской области Кыргызстана. Входит в состав Барпынского айылного аймака.

## География
Село расположено в юго-восточной части области, к северу от реки Чангет, на расстоянии приблизительно 11 километров (по прямой) к востоку от села Сузак, административного центра района. Абсолютная высота — 727 метров над уровнем моря.

## Население
Согласно оценочным данным Национального статистического комитета Кыргызской Республики, численность населения села на начало 2023 года составляла 1329 человек.
| год     | 2009 | 2014 | 2015 | 2020 | 2021 | 2023 |
| ------- | ---- | ---- | ---- | ---- | ---- | ---- |
| человек | 1122 | 1210 | 1140 | 1269 | 1290 | 1329 |